# Uku Masing
Uku Masing   (Lipa, 11 d'agost de 1909 - Tartu, 25 d'abril de 1985) (nascut Hugo Albert Masing) va ser un erudit estonià que va contribuir a la teologia, els estudis orientals, la filosofia, la poesia, el folklore i el camp de l'etnologia. Va ser una figura important de la filosofia religiosa estònia. Masing també va escriure poesia, sobretot sobre temes religiosos. Masing va ser autor d'una novel·la, Rapanui vabastamine ehk Kajakad jumalate kalmistul (Alliberament de Rapa Nui o Gavines al cementiri dels déus) a finals de la dècada de 1930, que es va publicar pòstumament el 1989. Com a folklorista, va ser un investigador distingit dels contes de fades, contribuint a l'Enciclopèdia internacional del conte popular. Va ser guardonat amb el Just entre les nacions per Yad Vashem i el Tribunal Suprem d'Israel per la seva participació durant l'Holocaust per ajudar un jueu a Estònia a escapar de la captura des de 1941 fins al final de la guerra. Les seves accions el van exposar a un gran perill durant aquest període que li va obligar a reunir-se amb el seu amic així com a mentir a la Gestapo.

## Biografia
Masing va néixer al poble de Lipa, parròquia de Raikküla, comtat de Rapla, l'11 d'agost de 1909 com a Hugo Albert Masing. Els seus pares eren Ado Masing i Anna Masing. Tenia un germà, una germana petita anomenada Agnes Masing (cognom de casada, Saag) nascuda el 1911. Políglota dotat, era capaç de parlar quatre idiomes al final de l'escola secundària i quaranta al final de la seva vida. Va començar a estudiar teologia a la Universitat de Tartu el 1926. Durant la seva estada allà i després de la seva graduació va publicar nombrosos poemes, traduccions i assaigs. La seva obra més famosa va ser l'any 1935 amb la publicació de Promontory into the Gulf of Rains (en estonià: Neemed vihmade lahte).
Masing va ser membre de l'influent grup de poetes estonians reunits el 1938 per l'erudit literari Ants Oras, que va ser molt influenciat per TS Eliot. El petit cercle de poetes es va conèixer com a Arbujad (Endevins) i incloïa Heiti Talvik, Betti Alver, Paul Viiding, Mart Raud, Bernard Kangro, August Sang i Kersti Merilaas.
En el seu moment àlgid, Masing va poder parlar al voltant de 65 idiomes amb la capacitat de traduir-ne 20. Era conegut per la seva habilitat per traduir directament de l'hebreu original, les llengües d'Europa occidental i orientals a l'estonià. Era tan prolífica la seva naturalesa que s'estima que encara no s'han publicat més de 10.000 pàgines dels seus manuscrits. Masing era conegut pel seu sentiment antialemany, que era el nucli del que de vegades era la seva antipatia general pel poble indoeuropeu (a qui de vegades anomenava escombraries ètniques i es referia com a poble indogermànic).

## Premi Justos entre les nacions

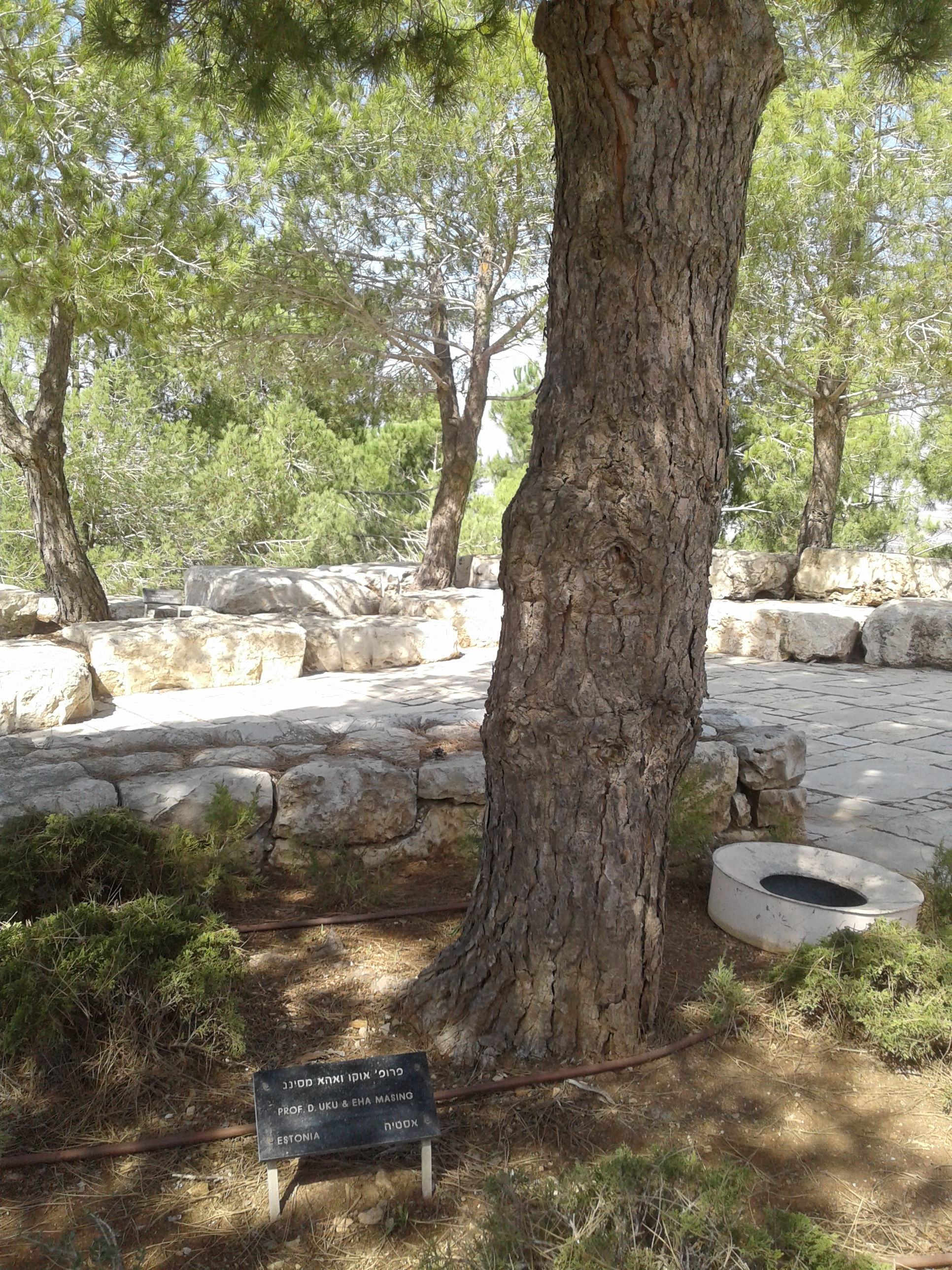
L'arbre d'Uku i Eha Masing, plantat per Yad Vashem en reconeixement del fet que els Masing són Justos entre les nacions.

Masing va impartir conferències a la Universitat de Tartu a Estònia, on era conegut com un professor brillant de teologia i llengües semítiques, encara que una mica excèntric. Després de la invasió alemanya d'Estònia a la Segona Guerra Mundial, va renunciar al seu lloc de professor a la universitat i va dedicar el seu temps a protegir i salvar objectes culturals i religiosos jueus.

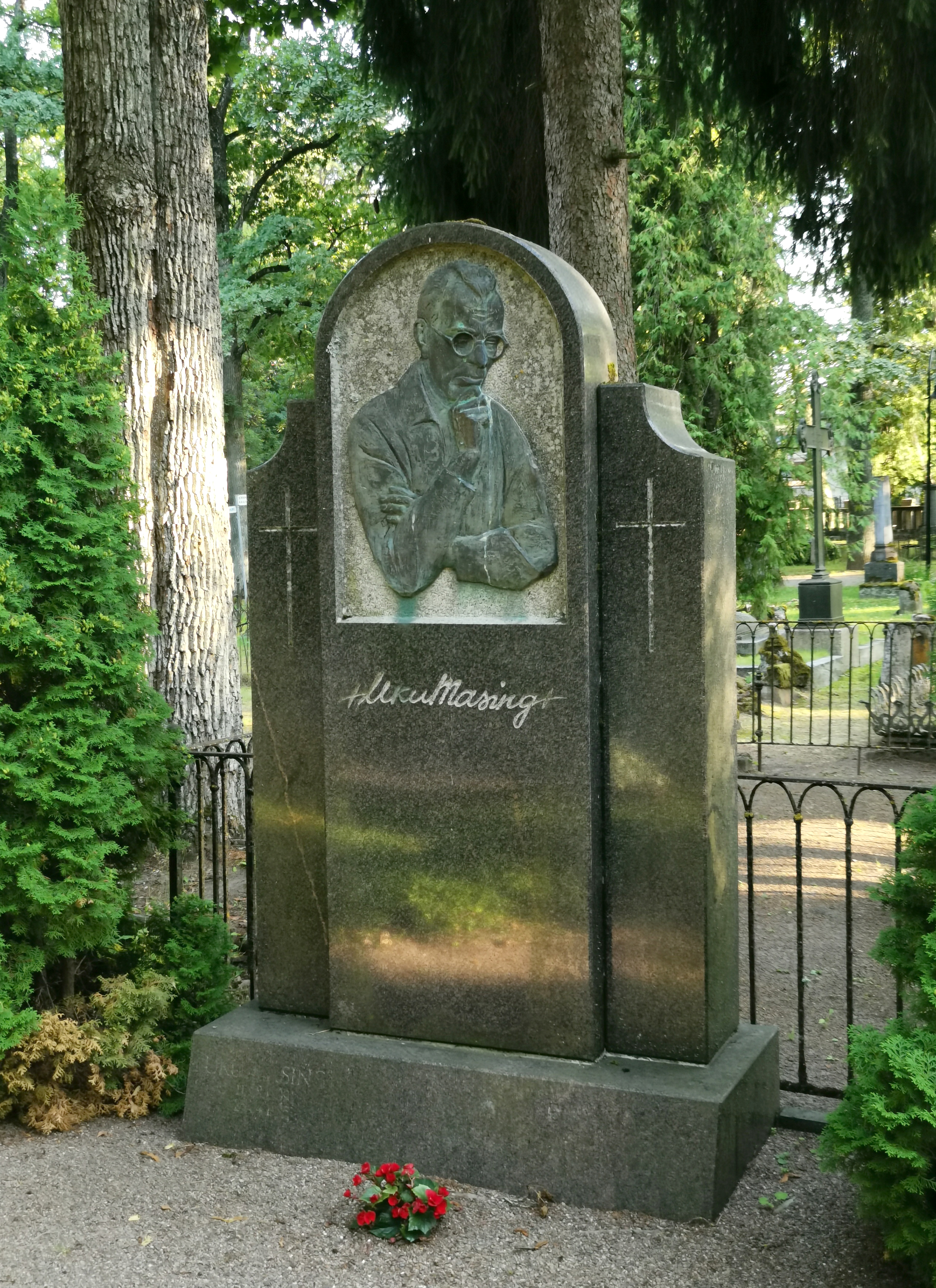
Tomba al cementiri Tartu (Raadi kalmistu)

Masing va conèixer el folklorista, investigador narratiu i teòleg jueu Isidor Levin des de la seva època d'ensenyament, i va decidir amagar-lo dels alemanys que segurament l'haurien portat a la mort. Masing i la seva dona Eha van ajudar a Levin a evadir la captura proporcionant-li menjar, refugi, roba i fins i tot documents falsificats, mentre de vegades mentien a la Gestapo sobre el coneixement d'Isidor. Per aquestes accions, Masing i la seva dona van ser honrats com a Justos entre les Nacions. Després de la guerra, Masing també va participar en la investigació dels crims de guerra nazis, en particular el camp de concentració de Klooga on molts jueus havien estat assassinats.

## Selecció de treballs científics
- 1936 La Paraula de Jahvè. — Acta et commentationes Universitatis Tartuensis (Dorpatensis). B, Humaniora. XXXIX, Tartu, 1936, pp. 1–60.
- 1938 Der Prophet Obadja. Bd. I: Einleitung in das Buch des Propheten Obadja. Teil I. — Acta et commentationes Universitatis Tartuensis (Dorpatensis). B, Humaniora, XLI, Tartu, 1938, pp. 1–176.
- 1938 Die Proklamation des Tab'alsohnes (Zu Zach. 9). — In piam memcriam A. von Bulmerincq, Riga, 1938, pp. 117–126.
- 1944 Die Entstehung des Märchens vom gestohlenen Donnerinstrument (Aarne-Thompson 1148B). — Zeitschrift für deutsches Altertum und deutsche Literatur 81, 1944, pp. 23–31.
- 1960 Das Evangelium des Alten Testaments. — Communio Viatorum  2, 1960, pp. 123–132.
- 1961 Confessio amantis. — Communio Viatorum , 1961, pp. 139–160.
- 1963 Panta dynata. — Communio Viatorum  4, pp. 242–262.
- 1969 C. Scott Littleton, La nova mitologia comparada: una avaluació antropològica de les teories de Georges Dumézil. — Semiòtica 1, 1969, pp. 339–355.
- 1973 De hermenèutica. — Communio Viatorum  1–2, 1973, pp. 1–29
- 1974 Akkadisches miksu in Osteuropa. — Wirtschaft und Gesellschaft im Alten Vorderasien, J. Harmatta i G. Komoróczy (toim.); Acta Antiqua Academiae Scientarum Hungaricae 22, 1974 / 1976, pp. 521–526.
- 1976 Algunes observacions sobre la mitologia del poble de Catal Hüyük. — Acta et commentationes Universitatis Tartuensis 392: Oriental Studies 3 / Tartu Riikliku Ülikooli Toimetised 392, Töid orientalistika alalt 3, Tartu 1976, pp. 75–92.
- 1979 Elpida echomen. — Communio Viatorum  1, 1979, pp. 1–28
- 1981 Die Hand im Alten. Testament und die estnische Übersetzung. — La main et les doigts dans l´expression linguistique, Lacito-Documents Eurasie 6, París, SELAF, 1981, pp. 213–222.
- 1981 Der Gegnersucher (AT 650 B). Varianten aus Kaukasien und Sibirien. — Acta et commentationes Universitatis Tartuensis 558 / Oriental Studies VI, Tartu, 1981, lk. 17–35.
- 1982 Isidor Levin, Uku Masing, Armenische Märchen. — Eugen Diedrichs Verlag, Düsseldorf, 1982, 283 pp.
- 1982 Ocellot, Mal Ocellot. — Folklorica: Festschrift for Felix J. Oinas. Universitat d'Indiana, Sèrie 141 d'Uralic i Altaic. Bloomington, Indiana: Institut de Recerca per a Estudis d'Àsia Interior, 1982, pp. 173–184.
- 1984 Esten. — Enzyklopädie des Märchens. Handwörterbuch zur historischen und vergleichenden Erzählforschung 4. Berlín -Nova York: Walter de Gruyter, 1984, pp. 479–491.